# Michaël Vanthourenhout
Michaël Vanthourenhout (Brujas, 10 de diciembre de 1993) es un deportista belga que compite en ciclismo en las modalidades de ciclocrós y ruta.
Ganó tres medallas en el Campeonato Mundial de Ciclocrós, en los años 2018 y 2024, y cuatro medallas en el Campeonato Europeo de Ciclocrós entre los años 2020 y 2023.

## Medallero internacional

### Ciclocrós
| Campeonato Mundial | Campeonato Mundial        | Campeonato Mundial | Campeonato Mundial |
| Año                | Lugar                     | Medalla            | Competición        |
| ------------------ | ------------------------- | ------------------ | ------------------ |
| 2018               | Valkenburg (Países Bajos) | Medalla de plata   | Individual         |
| 2024               | Tábor (República Checa)   | Medalla de bronce  | Individual         |
| 2024               | Tábor (República Checa)   | Medalla de bronce  | Relevo mixto       |
| Campeonato Europeo |                           |                    |                    |
| Año                | Lugar                     | Medalla            | Competición        |
| 2020               | Bolduque (Países Bajos)   | Medalla de plata   | Individual         |
| 2021               | Col du Vam (Países Bajos) | Medalla de bronce  | Individual         |
| 2022               | Namur (Bélgica)           | Medalla de oro     | Individual         |
| 2023               | Pontchâteau (Francia)     | Medalla de oro     | Individual         |

## Palmarés

### Ciclocrós
2018
- 2.º en el Campeonato Mundial

2019
- 3.º en el Campeonato de Bélgica

2020
- 2.º en el Campeonato Europeo

2021
- 3.º en el Campeonato de Bélgica
- 3.º en el Campeonato Europeo

2022
- Campeonato Europeo

2023
- Campeonato de Bélgica
- Campeonato Europeo

2024
- 2.º en el Campeonato de Bélgica de Ciclocrós
- 3.º en el Campeonato Mundial